# (388282) ʻAkepa
(388282) ʻAkepa est un astéroïde de la ceinture principale.

## Description
(388282) ʻAkepa est un astéroïde de la ceinture principale. Il fut découvert le 14 septembre 2006 à Mauna Kea par Joseph Masiero. Il présente une orbite caractérisée par un demi-grand axe de 3,02 UA, une excentricité de 0,13 et une inclinaison de 2,5° par rapport à l'écliptique.
Il est nommé d'après le loxopse des Hawaï, aussi nommé 'Akepa.